# Morti il 17 aprile
| Questa pagina contiene informazioni ricavate automaticamente dalle voci biografiche con l'ausilio del template Bio e di un bot. L'aggiornamento è periodico e automatico e ricostruisce completamente la pagina. Se manca una persona in questa lista, sei pregato di non aggiungerla, ma accertati piuttosto che la sua voce biografica contenga il template Bio e che i dati anagrafici siano correttamente compilati. Se il template Bio manca, inseriscilo tu stesso o, in alternativa, metti l'avviso {{tmp\|Bio}} che ne segnala la mancanza. Se i dati riportati sono sbagliati, correggi direttamente la voce biografica; le modifiche saranno visibili in questa lista entro pochi giorni. Per chiarimenti vedi il progetto biografie. La lista contiene solo le 479 persone che sono citate nell'enciclopedia e per le quali è stato implementato correttamente il template Bio. Pagina aggiornata al 17 ago 2025. |

## IV secolo(1)
- 353 - Innocenzo di Tortona, vescovo e santo romano (n. 285)

## V secolo(1)
- 485 - Proclo, filosofo e matematico bizantino (n. 412)

## VII secolo(2)
- 609 - Áedán mac Gabráin, sovrano e nobile irlandese
- 617 - Donnano di Eigg, religioso e santo irlandese

## VIII secolo(2)
- 744 - Al-Walid II ibn Yazid II, califfo (n. 706)
- 796 - Hisham ibn Abd al-Rahman, emiro (n. 757)

## IX secolo(2)
- 851 - Michele II di Alessandria, arcivescovo cristiano orientale egiziano
- 858 - Papa Benedetto III, papa, cardinale e vescovo italiano

## XI secolo(4)
- 1067 - Roberto di La Chaise-Dieu, monaco cristiano francese
- 1072 - Sabrisho III Zambur, vescovo cristiano orientale siro
- 1080 - Aroldo III di Danimarca, re danese (n. 1041)
- 1093 - Margareta Hasbjörnsdatter, regina

## XII secolo(1)
- 1111 - Roberto di Molesme, abate e santo francese

## XIV secolo(5)
- 1317 - Gerardo Sereni, religioso e teologo italiano (n. 1255)
- 1330 - Feliciano Zach, militare ungherese
- 1344 - Costantino IV d'Armenia, re francese
- 1355 - Marino Faliero, doge italiano (n. 1274)
- 1366 - Giacomo da Cerqueto, presbitero italiano (n. 1285)

## XV secolo(4)
- 1420 - Chiara Gambacorti, monaca cristiana italiana (n. 1362)
- 1427 - Giovanni IV di Brabante, duca (n. 1403)
- 1441 - Pandolfo Malatesta, arcivescovo cattolico italiano (n. 1390)
- 1497 - Giovanni Tornabuoni, banchiere e mecenate italiano (n. 1428)

## XVI secolo(6)
- 1508 - Antoniazzo Romano, pittore italiano
- 1514 - Giorgio Antonio Vespucci, umanista italiano (n. 1434)
- 1539 - Giorgio di Sassonia, nobile tedesco (n. 1471)
- 1574 - Anne Hamilton, nobildonna scozzese (n. 1535)
- 1583 - Ogasawara Nagatoki, militare giapponese (n. 1519)
- 1590 - Giovanni Battista Bracelli, vescovo cattolico italiano

## XVII secolo(15)
- 1622 - Richard Hawkins, pirata, navigatore e esploratore inglese (n. 1562)
- 1624 - Maria Anna di Gesù Navarro, religiosa spagnola (n. 1565)
- 1628 - Rodolfo Cristiano della Frisia orientale, conte (n. 1602)
- 1629 - Caterina di Ferdinando de' Medici, nobile (n. 1593)
- 1630 - Cristiano I di Anhalt-Bernburg, principe (n. 1568)
- 1645 - Daniel Featley, teologo inglese (n. 1582)
- 1652 - Henry Howard, XXII conte di Arundel, nobile inglese (n. 1608)
- 1662 - Jean Magnon, drammaturgo, avvocato e storico francese (n. 1620)
- 1663 - Ilarione Rancati, teologo italiano (n. 1594)
- 1669 - Antonio Bertali, compositore e violinista italiano (n. 1605)
- 1672 - Antoine Godeau, vescovo cattolico, scrittore e letterato francese (n. 1605)
- 1675 - Marie-Madeleine d'Aiguillon, nobildonna francese (n. 1604)
- 1680 - Kateri Tekakwitha, religiosa nativa americana (n. 1656)
- 1695 - Juana Inés de la Cruz, religiosa e poetessa messicana (n. 1648)
- 1696 - Madame de Sévigné, scrittrice francese (n. 1626)

## XVIII secolo(27)
- 1704 - Ulrik Frederik Gyldenløve, nobile e generale danese (n. 1638)
- 1705 - Johann Paul von Westhoff, compositore e violinista tedesco (n. 1656)
- 1706 - Louis Lapara de Fieux, ingegnere e militare francese (n. 1651)
- 1710 - Carlo Brisighella, pittore italiano
- 1711 - Giuseppe I d'Asburgo, imperatore (n. 1678)
- 1714 - Philipp Heinrich Erlebach, compositore tedesco (n. 1657)
- 1714 - Haquin Spegel, arcivescovo luterano svedese (n. 1645)
- 1715 - Alberto Volfango di Hohenlohe-Langenburg, nobile (n. 1659)
- 1720 - James Drummond, II duca di Perth, nobile scozzese (n. 1673)
- 1730 - Emmanuel Théodose de La Tour d'Auvergne, duca di Bouillon, nobiluomo francese (n. 1668)
- 1736 - Giusto Fontanini, arcivescovo cattolico e storico italiano (n. 1666)
- 1736 - Pavel Ivanovič Jagužinskij, politico, diplomatico e nobile russo (n. 1683)
- 1739 - Francesco Saverio Valguarnera, nobile, militare e politico italiano (n. 1689)
- 1741 - Onofrio Avellino, pittore italiano (n. 1674)
- 1742 - Arvid Horn, diplomatico svedese (n. 1664)
- 1744 - Luigi Bentivoglio, nobile italiano (n. 1666)
- 1744 - Guglielmo Borremans, pittore fiammingo (n. 1670)
- 1761 - Thomas Bayes, matematico britannico (n. 1702)
- 1762 - Anton Johan Wrangel il vecchio, ammiraglio svedese (n. 1679)
- 1764 - Johann Mattheson, compositore tedesco (n. 1681)
- 1774 - Michelangelo Giacomelli, arcivescovo cattolico e letterato italiano (n. 1695)
- 1774 - John Winslow, generale britannico (n. 1703)
- 1780 - Lorenzo Musante, organaro italiano
- 1783 - Louise d'Épinay, scrittrice francese (n. 1726)
- 1790 - Benjamin Franklin, scienziato, politico e inventore statunitense (n. 1706)
- 1793 - Nicolas-Jean-Baptiste Raguenet, pittore francese (n. 1715)
- 1794 - Fëdor Sergeevič Gagarin, ufficiale e politico russo (n. 1757)

## XIX secolo(60)
- 1802 - Bartolomé Pou, gesuita, grecista e filologo classico spagnolo (n. 1727)
- 1805 - Mercurio Maria Teresi, arcivescovo cattolico italiano (n. 1742)
- 1806 - Adelheid Amalie Gallitzin, nobile tedesca (n. 1748)
- 1807 - Leopolda di Savoia-Carignano, nobile italiano (n. 1744)
- 1809 - Nicola Giannelli, medico italiano (n. 1733)
- 1809 - Johann Christian Kittel, compositore e organista tedesco (n. 1732)
- 1811 - Alexander Duff, III conte di Fife, nobile scozzese (n. 1731)
- 1815 - Carlo Antonio Marin, storico italiano (n. 1745)
- 1815 - Pompilio Pozzetti, letterato italiano (n. 1760)
- 1821 - Jean-Pierre Louis de Fontanes, politico francese (n. 1757)
- 1827 - Paul Grenier, generale francese (n. 1768)
- 1830 - Cristiano d'Assia-Darmstadt, nobile tedesco (n. 1763)
- 1831 - Dmitrij Nikolaevič Senjavin, ammiraglio russo (n. 1763)
- 1835 - William Henry Ireland, scrittore britannico (n. 1775)
- 1838 - Johanna Schopenhauer, scrittrice e poetessa tedesca (n. 1766)
- 1839 - Maria Federica d'Assia-Kassel, nobile (n. 1768)
- 1839 - Claudio Salvatore Balzari, pittore italiano (n. 1761)
- 1839 - Paolo Vincenzo Bonomini, pittore italiano (n. 1757)
- 1840 - Matteo Brandani, fantino italiano (n. 1784)
- 1840 - Hannah Webster Foster, scrittrice statunitense
- 1842 - André Dutertre, pittore e disegnatore francese (n. 1753)
- 1848 - Domenico Narni Mancinelli, arcivescovo cattolico italiano (n. 1772)
- 1850 - Pierre Giraud, cardinale e arcivescovo cattolico francese (n. 1791)
- 1852 - Étienne Maurice Gérard, generale francese (n. 1773)
- 1852 - Leonardo Moccia, vescovo cattolico italiano (n. 1801)
- 1856 - Giorgio d'Assia, principe (n. 1780)
- 1856 - William H. Willson, esploratore e missionario statunitense (n. 1805)
- 1858 - Costantino Reta, politico italiano (n. 1814)
- 1862 - Jakob Isler, politico e imprenditore svizzero (n. 1809)
- 1863 - John Colborne, I barone Seaton, generale britannico (n. 1778)
- 1864 - Pietro Monticelli, politico e patriota italiano (n. 1818)
- 1866 - Luigi Caflisch, imprenditore svizzero (n. 1791)
- 1867 - Bartolomeo Panizza, anatomista, oculista e zoologo italiano (n. 1785)
- 1868 - Antonio Bertoloni, botanico, naturalista e medico italiano (n. 1775)
- 1868 - Ludwig von Sztankovics, generale austriaco (n. 1805)
- 1869 - Gabriele Camozzi, patriota e politico italiano (n. 1823)
- 1873 - Semen Stepanovyč Hulak-Artemovs'kyj, baritono, compositore e attore teatrale ucraino (n. 1813)
- 1873 - Giuseppe Targioni, vescovo cattolico italiano (n. 1807)
- 1877 - Charles-Marie Saisson, monaco cristiano e presbitero francese (n. 1806)
- 1877 - Giacinto Salvi, politico italiano (n. 1808)
- 1877 - David Spence, militare inglese (n. 1818)
- 1877 - Julius Springer, imprenditore e editore tedesco (n. 1817)
- 1878 - Luigi Bienaimé, scultore italiano (n. 1795)
- 1879 - Federico Colla, funzionario e politico italiano (n. 1790)
- 1880 - Sebastiano De Luca, chimico, naturalista e politico italiano (n. 1820)
- 1882 - Antonio Fontanesi, pittore e incisore italiano (n. 1818)
- 1887 - James Wyld, cartografo e politico britannico (n. 1812)
- 1888 - Ephraim George Squier, archeologo e editore statunitense (n. 1821)
- 1891 - Giulio Alary, compositore italiano (n. 1814)
- 1892 - Alexander Mackenzie, politico canadese (n. 1822)
- 1892 - Ignaz von Schäffer, diplomatico e nobile austriaco (n. 1821)
- 1893 - Giovanni Passerini, botanico, entomologo e micologo italiano (n. 1816)
- 1894 - Antonio Francisco Coronel, politico messicano (n. 1817)
- 1894 - Angelo Martinengo di Villagana, politico e avvocato italiano (n. 1833)
- 1895 - Jorge Isaacs, scrittore, giornalista e politico colombiano (n. 1837)
- 1897 - Adolphe Hanoteau, generale e linguista francese (n. 1814)
- 1897 - Salvatore Meluzzi, organista, compositore e direttore di coro italiano (n. 1813)
- 1898 - Giuseppe Morgera, presbitero, scrittore e predicatore italiano (n. 1844)
- 1898 - Felice Tribolati, giurista, avvocato e letterato italiano (n. 1834)
- 1899 - Wilhelm Jordan, scienziato tedesco (n. 1842)

## XX secolo(214)
- 1902 - Francesco d'Assisi di Borbone-Spagna, nobile spagnolo (n. 1822)
- 1903 - Louis Frédéric Schützenberger, pittore francese (n. 1825)
- 1905 - William Trost Richards, pittore statunitense (n. 1833)
- 1907 - Edoardo Ciccodicola, religioso e scrittore italiano (n. 1835)
- 1911 - Beniamino Cavicchioni, cardinale e arcivescovo cattolico italiano (n. 1836)
- 1912 - Giuseppe Rizzo, presbitero, politico e giornalista italiano (n. 1863)
- 1913 - Dino Mantovani, scrittore e critico letterario italiano (n. 1862)
- 1915 - Andrew Kerins, religioso irlandese (n. 1840)
- 1915 - Philip Webb, architetto e designer britannico (n. 1831)
- 1916 - Diego Porro, organaro italiano (n. 1856)
- 1917 - Jane Barlow, scrittrice irlandese (n. 1856)
- 1917 - Theodor Leber, oculista tedesco (n. 1840)
- 1918 - Bolo Pascià, nobile, imprenditore e faccendiere francese (n. 1867)
- 1918 - Ronald Sanderson, canottiere britannico (n. 1876)
- 1918 - Friedrich Karl Johannes Thiele, chimico tedesco (n. 1865)
- 1919 - Svetozar Ćorović, scrittore serbo (n. 1875)
- 1919 - László Mednyánszky, pittore ungherese (n. 1852)
- 1919 - Bernhard Sigmund Schultze, ginecologo tedesco (n. 1827)
- 1920 - Aloisia del Liechtenstein, principessa austriaca (n. 1838)
- 1921 - Manwell Dimech, scrittore, giornalista e politico maltese (n. 1860)
- 1922 - Bahaeddin Şakir, politico ottomano (n. 1874)
- 1923 - Bror Brenner, velista finlandese (n. 1885)
- 1923 - Jan Kotěra, architetto e artista ceco (n. 1871)
- 1923 - Maria Teresa Nuzzo, religiosa e medico maltese (n. 1851)
- 1924 - Pasquale Oro, generale italiano (n. 1849)
- 1924 - Robert Studer, calciatore svizzero (n. 1879)
- 1925 - Marie-Félix-Hippolyte Lucas, pittore francese (n. 1852)
- 1925 - Maria Pognon, giornalista e attivista francese (n. 1844)
- 1926 - Julius Perathoner, politico austriaco (n. 1849)
- 1927 - Fëdor Vasil'evič Sabašnikov, letterato e mecenate russo (n. 1869)
- 1928 - Charles Chenery, calciatore britannico (n. 1850)
- 1930 - Aleksandr Jakovlevič Golovin, pittore e scenografo russo (n. 1863)
- 1931 - Giovanni Pietro Capotorto, magistrato e politico italiano (n. 1841)
- 1932 - Giuseppe Bordonzotti, architetto svizzero (n. 1877)
- 1932 - Antonino Di Giorgio, generale e politico italiano (n. 1867)
- 1932 - Patrick Geddes, biologo, sociologo e urbanista scozzese (n. 1854)
- 1932 - Julius Neubronner, chimico, inventore e fotografo tedesco (n. 1852)
- 1933 - Harriet Brooks, fisica canadese (n. 1876)
- 1933 - Dionigio Canestrari, organista e compositore italiano (n. 1865)
- 1933 - Konst'ant'ine Marjanishvili, attore, regista teatrale e regista cinematografico georgiano (n. 1872)
- 1935 - Templar Saxe, attore e cantante lirico inglese (n. 1865)
- 1936 - Fritz Hommel, orientalista tedesco (n. 1854)
- 1936 - Charles Ruijs de Beerenbrouck, politico olandese (n. 1873)
- 1937 - William Martin Conway, alpinista, esploratore e politico britannico (n. 1856)
- 1938 - Viktor von Scheuchenstuel, generale austro-ungarico (n. 1857)
- 1938 - Carl Schmidt, orientalista tedesco (n. 1868)
- 1939 - Franz Ehrenhöfer, scultore austriaco (n. 1880)
- 1939 - Ernst Finger, dermatologo austriaco (n. 1856)
- 1939 - Harry Stiff, tiratore di fune britannico (n. 1881)
- 1940 - Katharina Schratt, attrice teatrale austriaca (n. 1853)
- 1941 - Sergej Mašera, ufficiale jugoslavo (n. 1912)
- 1942 - Alfred Hertz, direttore d'orchestra tedesco (n. 1872)
- 1942 - Sam Hollis, allenatore di calcio inglese (n. 1866)
- 1942 - Jean Baptiste Perrin, fisico francese (n. 1870)
- 1942 - Dmitrij Ušakov, filologo e lessicografo russo (n. 1873)
- 1944 - Eugen Burg, attore e regista tedesco (n. 1871)
- 1944 - Max Josef Metzger, presbitero tedesco (n. 1887)
- 1944 - Czesław Młot-Fijałkowski, generale polacco (n. 1892)
- 1945 - Alfredo Calzolari, partigiano italiano (n. 1897)
- 1945 - Leone Efrati, pugile italiano (n. 1915)
- 1945 - Klaus Junge, scacchista tedesco (n. 1924)
- 1945 - Ion Pillat, poeta rumeno (n. 1891)
- 1945 - Hannie Schaft, partigiana olandese (n. 1920)
- 1945 - Guglielmo di Wied, principe, militare e politico tedesco (n. 1876)
- 1946 - Alexandru Papană, bobbista rumeno (n. 1906)
- 1946 - Juan Bautista Sacasa, politico nicaraguense (n. 1874)
- 1947 - G.B. Samuelson, regista, sceneggiatore e produttore cinematografico inglese (n. 1889)
- 1948 - John Madden, calciatore e allenatore di calcio scozzese (n. 1865)
- 1948 - Suzuki Kantarō, ammiraglio e politico giapponese (n. 1868)
- 1951 - Berthe Weill, mercante d'arte francese (n. 1865)
- 1952 - John T. Myers, generale statunitense (n. 1871)
- 1953 - Celestino Bes, generale italiano (n. 1872)
- 1953 - Ugo Cei, generale e politico italiano (n. 1867)
- 1953 - Tom Sharkey, pugile statunitense (n. 1874)
- 1954 - Federico Morassutti, imprenditore italiano (n. 1876)
- 1955 - Lillian Lorraine, attrice statunitense (n. 1892)
- 1955 - Eduard Pernkopf, medico austriaco (n. 1888)
- 1955 - Emil Wachuda, calciatore austriaco (n. 1882)
- 1956 - Romolo Bernardi, pittore e scultore italiano (n. 1876)
- 1957 - Pompeo Ghezzi, arcivescovo cattolico italiano (n. 1869)
- 1957 - József Ónody, nuotatore ungherese (n. 1882)
- 1957 - Vittorio Ruggero, generale italiano (n. 1890)
- 1958 - Giovanni Drovetti, scrittore, commediografo e poeta italiano (n. 1879)
- 1958 - Wilhelm Gustav Franz Herter, micologo e botanico tedesco (n. 1884)
- 1959 - Arthur Cecil Alport, medico sudafricano (n. 1880)
- 1959 - Arturo Chiari, sindacalista italiano (n. 1891)
- 1959 - Paul Dujardin, pallanuotista francese (n. 1894)
- 1959 - Auguste Lahoulle, generale e aviatore francese (n. 1891)
- 1960 - Maria Bakunin, chimica e biologa italiana (n. 1873)
- 1960 - Eddie Cochran, cantante e compositore statunitense (n. 1938)
- 1962 - Louise Fazenda, attrice statunitense (n. 1895)
- 1962 - Ettore Gliozzi, linguista, pedagogista e storico italiano (n. 1869)
- 1962 - Pierre Larquey, attore francese (n. 1884)
- 1962 - Henricus Tromp, canottiere olandese (n. 1878)
- 1963 - Yoshitoshi Tokugawa, generale e aviatore giapponese (n. 1884)
- 1963 - Huck Woodman, hockeista su ghiaccio canadese (n. 1899)
- 1964 - Luigi Ferrari Trecate, musicista, compositore e organista italiano (n. 1884)
- 1964 - Francesco Ferrari, politico e partigiano italiano (n. 1922)
- 1965 - Aimée Antoinette Camus, botanica francese (n. 1879)
- 1965 - Johnny Worrell, cestista filippino (n. 1914)
- 1966 - Jim Anderson, calciatore nordirlandese (n. 1906)
- 1966 - Luigi Foscolo Benedetto, critico letterario e francesista italiano (n. 1886)
- 1966 - Antonio Bergamaschi, vescovo cattolico italiano (n. 1894)
- 1966 - Júlíana Sveinsdóttir, artista islandese (n. 1889)
- 1966 - Mario Serandrei, montatore e sceneggiatore italiano (n. 1907)
- 1967 - Red Allen, trombettista statunitense (n. 1906)
- 1967 - Giorgio Cesana, canottiere italiano (n. 1892)
- 1967 - Johan Hallberg, calciatore norvegese (n. 1891)
- 1967 - Gustav Hedenvind-Eriksson, scrittore svedese (n. 1880)
- 1967 - Alf Lythgoe, calciatore e allenatore di calcio inglese (n. 1907)
- 1968 - Armando Angelini, politico e avvocato italiano (n. 1891)
- 1968 - Gustav Fröhlich, nuotatore tedesco (n. 1902)
- 1968 - Domenico Gambino, attore, regista e sceneggiatore italiano (n. 1890)
- 1968 - Claude-Joseph Gignoux, politico e economista francese (n. 1890)
- 1968 - Margaret Seddon, attrice statunitense (n. 1872)
- 1970 - Alessio I, monaco cristiano e arcivescovo ortodosso russo (n. 1877)
- 1970 - Domenico Gnoli, pittore, illustratore e scenografo italiano (n. 1933)
- 1970 - Milton Kibbee, attore statunitense (n. 1896)
- 1971 - Roberto Lupi, compositore italiano (n. 1908)
- 1972 - Jean Engels, ciclista su strada belga (n. 1922)
- 1972 - Giovanni Palazzolo, politico e avvocato italiano (n. 1896)
- 1974 - Luigi Annoni, ciclista su strada italiano (n. 1890)
- 1974 - Hugh Stott Taylor, chimico inglese (n. 1890)
- 1975 - Dan Ekner, calciatore svedese (n. 1927)
- 1975 - Maria Pastori, matematica e fisica italiana (n. 1895)
- 1975 - Sarvepalli Radhakrishnan, filosofo e politico indiano (n. 1888)
- 1976 - Allardyce Nicoll, storico della letteratura inglese (n. 1894)
- 1976 - Franco Restivo, politico italiano (n. 1911)
- 1976 - Lavinio Virgili, musicologo, compositore e direttore di coro italiano (n. 1902)
- 1976 - Irvin Willat, regista, sceneggiatore e direttore della fotografia statunitense (n. 1890)
- 1977 - Richard Brauer, matematico tedesco (n. 1901)
- 1977 - William John Conway, cardinale e arcivescovo cattolico irlandese (n. 1913)
- 1977 - Marjorie Gateson, attrice statunitense (n. 1891)
- 1977 - Johannes Hassebroek, militare tedesco (n. 1910)
- 1977 - Cyril Musil, fondista e partigiano cecoslovacco (n. 1907)
- 1978 - Ewald Balser, attore tedesco (n. 1898)
- 1978 - Giovanni Andrea Borromeo d'Adda, imprenditore e politico italiano (n. 1941)
- 1978 - Roberto Burini, sciatore alpino italiano (n. 1958)
- 1978 - Mir Akbar Khyber, politico afghano (n. 1925)
- 1978 - Luigina Sinapi, mistica e veggente italiana (n. 1916)
- 1979 - Paolo Barison, calciatore italiano (n. 1936)
- 1979 - Chuck Osborne, cestista statunitense (n. 1939)
- 1979 - Yukio Tsuda, calciatore giapponese (n. 1917)
- 1980 - Anna Dengel, medico e missionaria austriaca (n. 1892)
- 1980 - Sergio Sagnotti, attore e stuntman italiano (n. 1927)
- 1980 - Serafino, italiano (n. 1946)
- 1980 - Humberto Tozzi, calciatore brasiliano (n. 1934)
- 1981 - Bruno Cirino, attore e regista teatrale italiano (n. 1936)
- 1981 - Hanns Kilian, bobbista tedesco (n. 1905)
- 1982 - Maximiliane Ackers, attrice e scrittrice tedesca (n. 1896)
- 1982 - Eugène Canseliet, scrittore e alchimista francese (n. 1899)
- 1982 - Umberto Dadone, allenatore di calcio italiano (n. 1904)
- 1982 - Massimo Dursi, giornalista, scrittore e commediografo italiano (n. 1902)
- 1982 - Antonio Mancini, politico italiano (n. 1915)
- 1983 - Carlo Alberto D'Albertis, velista italiano (n. 1906)
- 1983 - Reginald Kernan, attore cinematografico statunitense (n. 1914)
- 1983 - Joseph Alphonse McNicholas, vescovo cattolico statunitense (n. 1923)
- 1983 - Siegfried Müller, militare e mercenario tedesco (n. 1920)
- 1983 - Felix Pappalardi, cantante, bassista e produttore discografico statunitense (n. 1939)
- 1984 - Mark Clark, generale statunitense (n. 1896)
- 1984 - Salvatore Piccolo, politico e avvocato italiano (n. 1911)
- 1984 - Jimmy Trotter, allenatore di calcio e calciatore inglese (n. 1899)
- 1985 - Basil Bunting, poeta britannico (n. 1900)
- 1985 - Aníger de Francisco de Maria Melillo, vescovo cattolico brasiliano (n. 1911)
- 1985 - Ferdinando Fulgenzio Pasini, vescovo cattolico e missionario italiano (n. 1897)
- 1986 - Guido Calogero, filosofo, saggista e politico italiano (n. 1904)
- 1986 - Paul Costello, canottiere statunitense (n. 1894)
- 1986 - Marcel Dassault, pioniere dell'aviazione, ingegnere e imprenditore francese (n. 1892)
- 1986 - Hermann Friedrich Graebe, manager e ingegnere tedesco (n. 1900)
- 1986 - Bessie Head, scrittrice sudafricana (n. 1937)
- 1986 - Teddy Kotick, contrabbassista statunitense (n. 1928)
- 1987 - Carlton Barrett, batterista e percussionista giamaicano (n. 1950)
- 1987 - Colette Rosambert, tennista francese (n. 1910)
- 1987 - Dick Shawn, comico e attore statunitense (n. 1923)
- 1987 - Lorenzo Suber, calciatore italiano (n. 1912)
- 1988 - Carlotta Corpron, fotografa statunitense (n. 1901)
- 1988 - Giulietta De Riso, attrice italiana (n. 1896)
- 1988 - Toni Frissell, fotografa statunitense (n. 1907)
- 1988 - Anthony Gaggi, mafioso statunitense (n. 1925)
- 1988 - Piero Magni, ingegnere aeronautico italiano (n. 1898)
- 1988 - Louise Nevelson, scultrice ucraina (n. 1899)
- 1988 - Eva Novak, attrice statunitense (n. 1898)
- 1988 - Daniel Rapant, storico e archivista slovacco (n. 1897)
- 1988 - Renzo Rosati, militare italiano (n. 1962)
- 1989 - Anatolij Michajlovič Granik, regista cinematografico sovietico (n. 1918)
- 1989 - Inji Aflatoun, pittrice e artista egiziana (n. 1924)
- 1990 - Ralph Abernathy, attivista statunitense (n. 1926)
- 1990 - Joseph McMillan Johnson, effettista statunitense (n. 1912)
- 1991 - Giovanni Malagodi, politico italiano (n. 1904)
- 1991 - Édouard Wawrzeniak, calciatore francese (n. 1912)
- 1991 - Jack Yellen, paroliere, compositore e sceneggiatore statunitense (n. 1892)
- 1992 - John DeVries, paroliere e illustratore statunitense (n. 1915)
- 1993 - Ferruccio De Ceresa, attore italiano (n. 1922)
- 1993 - Grazia Di Marzà, attrice italiana (n. 1922)
- 1993 - Mario Maccaferri, liutaio e chitarrista italiano (n. 1900)
- 1993 - Shahen Meghrian, partigiano armeno (n. 1952)
- 1993 - Turgut Özal, politico turco (n. 1927)
- 1994 - Primo Schiavon, politico italiano (n. 1907)
- 1994 - Roger Sperry, neuroscienziato statunitense (n. 1913)
- 1995 - Orlando Sain, calciatore e allenatore di calcio italiano (n. 1912)
- 1995 - Max Wünsche, militare tedesco (n. 1914)
- 1996 - François-Régis Bastide, scrittore, diplomatico e politico francese (n. 1926)
- 1996 - Piet Hein, matematico, inventore e scrittore danese (n. 1905)
- 1996 - Adelaide Lambert, nuotatrice statunitense (n. 1907)
- 1997 - Chaim Herzog, generale, avvocato e diplomatico israeliano (n. 1918)
- 1997 - Carlo Maccari, arcivescovo cattolico italiano (n. 1913)
- 1997 - Bruno Radicioni, pittore, scultore e ceramista italiano (n. 1933)
- 1998 - Alberto Bovone, cardinale e arcivescovo cattolico italiano (n. 1922)
- 1998 - Luigi Gorlani, calciatore italiano (n. 1929)
- 1998 - Linda McCartney, fotografa, tastierista e cantante statunitense (n. 1941)
- 1999 - Georges Miez, ginnasta svizzero (n. 1904)
- 1999 - Roger Novaro, calciatore francese (n. 1933)
- 2000 - Sabrina Bulleri, atleta paralimpica italiana (n. 1959)
- 2000 - Pëtr Glebov, attore sovietico (n. 1915)

## XXI secolo(134)
- 2001 - Gianfranco Conti Persini, politico italiano (n. 1927)
- 2001 - Raymond Dextreit, medico francese (n. 1908)
- 2001 - Alfred M. Moen, inventore e imprenditore statunitense (n. 1916)
- 2001 - Leonīds Ostrovskis, calciatore sovietico (n. 1936)
- 2002 - Rune Öberg, pallanuotista svedese (n. 1922)
- 2003 - Jean-Pierre Dogliani, allenatore di calcio e calciatore francese (n. 1942)
- 2003 - Frank Donovan, calciatore gallese (n. 1919)
- 2003 - Giuseppe Fiori, giornalista, scrittore e politico italiano (n. 1923)
- 2003 - John Paul Getty Jr., filantropo britannico (n. 1932)
- 2003 - Grazia Gresi, cantante italiana (n. 1920)
- 2003 - Earl King, cantante e chitarrista statunitense (n. 1934)
- 2003 - Kōji Kondō, calciatore giapponese (n. 1972)
- 2003 - Giannis Latsis, armatore greco (n. 1910)
- 2003 - Ronnie Shanklin, giocatore di football americano statunitense (n. 1948)
- 2004 - Hoo Cha-pen, cestista e allenatore di pallacanestro taiwanese (n. 1924)
- 2004 - Goose Ligon, cestista statunitense (n. 1944)
- 2004 - André Makarakiza, arcivescovo cattolico burundese (n. 1919)
- 2004 - Armando Pizzinato, pittore italiano (n. 1910)
- 2004 - Gino Simionato, criminale di guerra italiano (n. 1920)
- 2004 - Abd al-Aziz al-Rantissi, politico palestinese (n. 1947)
- 2005 - Hans Gruijters, politico e giornalista olandese (n. 1931)
- 2005 - István Ilku, calciatore e allenatore di calcio ungherese (n. 1933)
- 2005 - Antonio Royo Marín, presbitero spagnolo (n. 1913)
- 2006 - Price Brookfield, cestista statunitense (n. 1920)
- 2006 - Oleg Cassini, stilista e costumista francese (n. 1913)
- 2006 - Aleksandr Dolgušin, pallanuotista sovietico (n. 1946)
- 2006 - Henderson Forsythe, attore statunitense (n. 1911)
- 2006 - Michel Lotito, showman francese (n. 1950)
- 2006 - Lucia Bedarida Servadio, medico italiano (n. 1900)
- 2006 - Janine Solane, ballerina e coreografa francese (n. 1912)
- 2007 - Kitty Carlisle, attrice e cantante statunitense (n. 1910)
- 2007 - Raymond Kaelbel, calciatore e allenatore di calcio francese (n. 1932)
- 2008 - Aimé Césaire, poeta, scrittore e politico francese (n. 1913)
- 2008 - Danny Federici, tastierista e organista statunitense (n. 1950)
- 2008 - Viktor Nosov, allenatore di calcio e calciatore sovietico (n. 1940)
- 2008 - Rosario Sánchez Mora, politica spagnola (n. 1919)
- 2009 - Silvio Feccia, allenatore di calcio e calciatore italiano (n. 1927)
- 2010 - Dede Allen, montatrice statunitense (n. 1923)
- 2010 - Gino Ingrosso, paroliere e compositore italiano (n. 1932)
- 2010 - Sotigui Kouyaté, attore e drammaturgo burkinabé (n. 1936)
- 2010 - Alexandru Neagu, calciatore rumeno (n. 1948)
- 2011 - Gervasio Chiari, imprenditore italiano (n. 1922)
- 2011 - Osamu Dezaki, regista giapponese (n. 1943)
- 2011 - Mykola Lisin, politico e imprenditore ucraino (n. 1964)
- 2011 - Michael Sarrazin, attore canadese (n. 1940)
- 2012 - Jake Carter, cestista e allenatore di pallacanestro statunitense (n. 1924)
- 2012 - Carmelo Del Noce, allenatore di calcio e calciatore italiano (n. 1932)
- 2012 - Ron Karabatsos, attore statunitense (n. 1933)
- 2012 - Loris Premuda, medico italiano (n. 1917)
- 2013 - Bi Kidude, cantante tanzaniana (n. 1910)
- 2013 - Deanna Durbin, attrice e cantante canadese (n. 1921)
- 2013 - Gerino Gerini, pilota automobilistico italiano (n. 1928)
- 2013 - Carlos Graça, politico saotomense (n. 1931)
- 2013 - Peppino Pippia, fisarmonicista italiano (n. 1937)
- 2013 - Stan Vickers, marciatore britannico (n. 1932)
- 2014 - Mayra Alejandra, attrice venezuelana (n. 1958)
- 2014 - Cheo Feliciano, cantante, cantautore e musicista portoricano (n. 1935)
- 2014 - Gabriel García Márquez, scrittore, giornalista e saggista colombiano (n. 1927)
- 2014 - Anthony Marriott, drammaturgo e attore inglese (n. 1931)
- 2014 - Karl Meiler, tennista tedesco (n. 1949)
- 2014 - Vanda Milano, psichiatra e politica italiana (n. 1938)
- 2015 - Riccardo Allorto, musicologo e insegnante italiano (n. 1921)
- 2015 - Renato Altissimo, politico e imprenditore italiano (n. 1940)
- 2015 - Giulio Cozzari, politico italiano (n. 1940)
- 2015 - Francis Eugene George, cardinale e arcivescovo cattolico statunitense (n. 1937)
- 2015 - Viktor Koršunov, attore sovietico (n. 1929)
- 2015 - Jack Rieley, imprenditore, produttore discografico e disc jockey statunitense (n. 1942)
- 2015 - Ann Stepan, politica statunitense (n. 1943)
- 2016 - Anthony Keane, schermidore statunitense (n. 1928)
- 2016 - Doris Roberts, attrice statunitense (n. 1925)
- 2016 - Ivo Vetrano, calciatore italiano (n. 1937)
- 2017 - Stanislas Curyl, calciatore francese (n. 1929)
- 2017 - Jaak Panksepp, psicologo e neuroscienziato statunitense (n. 1943)
- 2017 - Claudio Pioli, politico italiano (n. 1946)
- 2017 - Rosey, wrestler statunitense (n. 1970)
- 2017 - Shōichi Watanabe, linguista e filologo giapponese (n. 1930)
- 2018 - Bob Braden, informatico statunitense (n. 1934)
- 2018 - Barbara Bush, first lady statunitense (n. 1925)
- 2018 - Joan Chase, scrittrice statunitense (n. 1936)
- 2018 - Vittorino Chiusano, politico italiano (n. 1925)
- 2018 - Marcia Hafif, pittrice statunitense (n. 1929)
- 2018 - Otello Montanari, partigiano e politico italiano (n. 1926)
- 2018 - Ubaldo Pugnaloni, ciclista su strada italiano (n. 1924)
- 2019 - Massimo Bordin, giornalista e conduttore radiofonico italiano (n. 1951)
- 2019 - Valeriano Dalzini, pittore e restauratore italiano (n. 1933)
- 2019 - Alan García Pérez, politico peruviano (n. 1949)
- 2019 - Nelly Garzón Alarcón, infermiera e docente colombiana (n. 1932)
- 2019 - Kazuo Koike, fumettista, scrittore e sceneggiatore giapponese (n. 1936)
- 2019 - Giancarlo Mori, politico italiano (n. 1938)
- 2020 - Ton Bakhuis, calciatore e giocatore di calcio a 5 olandese (n. 1953)
- 2020 - Enrico Comba, antropologo e storico delle religioni italiano (n. 1956)
- 2020 - Carlos Contreras Guillaume, calciatore cileno (n. 1938)
- 2020 - Sergio Fantoni, attore, doppiatore e regista teatrale italiano (n. 1930)
- 2020 - Gilbert Garcin, fotografo francese (n. 1929)
- 2020 - Giuseppe Guarino, giurista e politico italiano (n. 1922)
- 2020 - Norman Hunter, calciatore e allenatore di calcio inglese (n. 1943)
- 2020 - Corrado Lamberti, astrofisico e divulgatore scientifico italiano (n. 1947)
- 2020 - Domenico Lo Vasco, politico e avvocato italiano (n. 1928)
- 2020 - Giuseppi Logan, sassofonista statunitense (n. 1935)
- 2020 - Iris Love, archeologa statunitense (n. 1933)
- 2020 - Jesús Vaquero, chirurgo spagnolo (n. 1950)
- 2021 - Domenico Cempella, dirigente pubblico italiano (n. 1937)
- 2021 - Hester Ford, supercentenaria statunitense (n. 1905)
- 2021 - Paul Helminger, politico lussemburghese (n. 1940)
- 2021 - Sebastian Koto Khoarai, cardinale e vescovo cattolico lesothiano (n. 1929)
- 2021 - Morris Strode, tennista statunitense (n. 1960)
- 2021 - Wayne Talkes, calciatore inglese (n. 1952)
- 2021 - Al Young, scrittore e poeta statunitense (n. 1939)
- 2022 - Eduardo Barbeiro, nuotatore e pallanuotista portoghese (n. 1932)
- 2022 - Jacques André Bertrand, scrittore francese (n. 1946)
- 2022 - Nikolaj Gusarov, regista sovietico (n. 1940)
- 2022 - Radu Lupu, pianista rumeno (n. 1945)
- 2022 - James Olson, attore statunitense (n. 1930)
- 2022 - Gilles Remiche, attore belga (n. 1979)
- 2022 - Hollis Resnik, attrice statunitense (n. 1957)
- 2022 - Catherine Spaak, attrice, cantante e conduttrice televisiva belga (n. 1945)
- 2023 - Tomás Diez Acosta, militare e storico cubano (n. 1946)
- 2023 - Ivan Conti, batterista brasiliano (n. 1946)
- 2023 - Franco Corbella, karateka, maestro di karate e dirigente sportivo italiano (n. 1943)
- 2023 - Josip Duvančić, calciatore e allenatore di calcio croato (n. 1935)
- 2023 - Lázár Lovász, martellista ungherese (n. 1942)
- 2023 - James Melcher, schermidore statunitense (n. 1939)
- 2023 - Luis Márquez Martín, calciatore spagnolo (n. 1971)
- 2023 - Claudio Nicolini, politico e fisico italiano (n. 1942)
- 2023 - Ernst Oberaigner, sciatore alpino e allenatore di sci alpino austriaco (n. 1932)
- 2023 - Elserino Piol, dirigente d'azienda italiano (n. 1931)
- 2023 - Chris Smith, giocatore di football americano statunitense (n. 1992)
- 2023 - April Stevens, cantante statunitense (n. 1929)
- 2023 - Pavlo Škapenko, calciatore ucraino (n. 1972)
- 2024 - Per Henriksen, calciatore norvegese (n. 1952)
- 2024 - Giuseppe Leone, fotografo italiano (n. 1936)
- 2024 - Mario Vivani, calciatore e allenatore di calcio italiano (n. 1949)
- 2025 - Chuck Ferries, sciatore alpino, allenatore di sci alpino e dirigente sportivo statunitense (n. 1939)
- 2025 - Ljubomir Simović, scrittore jugoslavo (n. 1935)

## Senza anno specificato(1)
- Isidora e Neofita, santa romana